# Giovanni II di Meclemburgo
Giovanni II di Meclemburgo (1250 – 14 ottobre 1299) è stato principe del Meclemburgo dal 1264 al 1299.

## Biografia

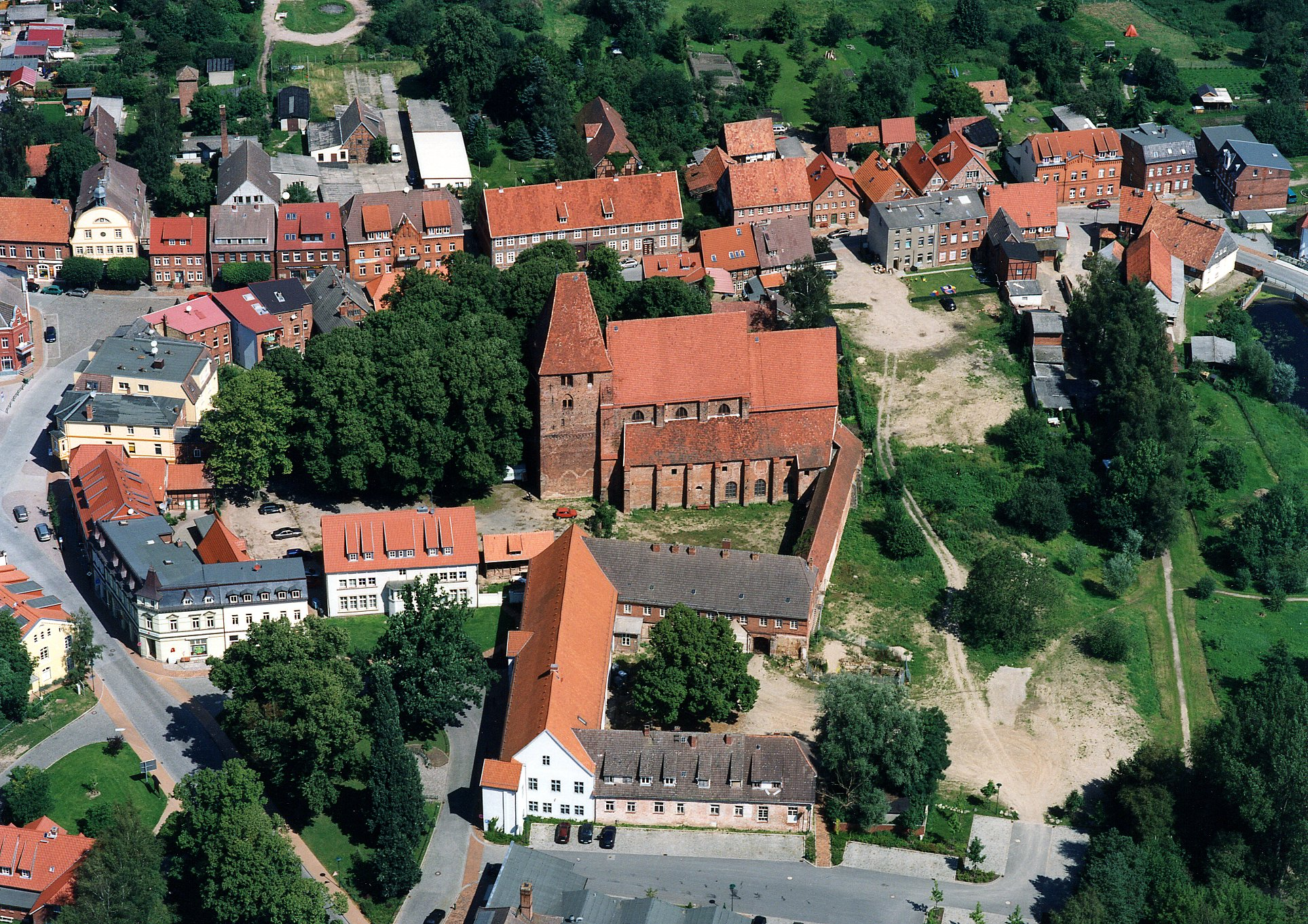
Monastero di Rehna

Giovanni II di Meclemburgo era il figlio minore di Giovanni I di Meclemburgo e Luitgarda di Henneberg. 
Quando il fratello maggiore Enrico I fu fatto prigioniero dai Saraceni durante un pellegrinaggio in Terra Santa, lui ed il fratello Nicola III subentrarono nel governo del Meclemburgo.
Nel 1283 Giovanni II ricevette in appannaggio la proprietà di Gadebusch e quindi Nicola governò sostanzialmente da solo il Meclemburgo fino al 1289, quando gli subentrò il nipote Enrico II (figlio di Enrico I) che aveva raggiunto la maggiore età.
Giovanni II morì il 14 ottobre 1299 e fu sepolto nel Duomo di Doberan.
Giovanni II si sposò con Riccarda figlia di Ludwig conte di Arnsberg e Petronilla figlia di Guglielmo IV conte di Jülich. Da questo matrimonio ebbe tre figli:
- Lutgarda, morta dopo il 2 agosto 1353, sposato con Werner von Hadmersleben;
- Giovanni, morto in giovane età:
- Elisabetta, morta dopo il 1352, badessa nel monastero di Rehna.

## Ascendenza
|                                 |   |                      | Genitori                   |  |  | Nonni |  |  | Bisnonni                       |  |  | Trisnonni                 |  |
|                                 |   |                      |                            |  |  |       |  |  | Enrico Borwin I di Meclemburgo |  |  | Pribislavo di Meclemburgo |  |
|                                 |   |                      |                            |  |  |       |  |  | Enrico Borwin I di Meclemburgo |  |  | Pribislavo di Meclemburgo |  |
|                                 |   | …                    |                            |  |  |       |  |  | Enrico Borwin I di Meclemburgo |  |  |                           |  |
| Enrico Borwin II di Meclemburgo |   |                      |                            |  |  |       |  |  | Enrico Borwin I di Meclemburgo |  |  |                           |  |
|                                 |   | …                    | …                          |  |  |       |  |  |                                |  |  |                           |  |
|                                 |   | …                    | …                          |  |  |       |  |  |                                |  |  |                           |  |
|                                 |   | …                    | …                          |  |  |       |  |  |                                |  |  |                           |  |
| Giovanni I di Meclemburgo       |   | …                    |                            |  |  |       |  |  |                                |  |  |                           |  |
|                                 |   | Sverker II di Svezia | Carlo VII di Svezia        |  |  |       |  |  |                                |  |  |                           |  |
|                                 |   | Sverker II di Svezia | Carlo VII di Svezia        |  |  |       |  |  |                                |  |  |                           |  |
|                                 |   | Sverker II di Svezia | Kristina Stigsdotter Hvide |  |  |       |  |  |                                |  |  |                           |  |
| Kristina di Svezia              |   | Sverker II di Svezia |                            |  |  |       |  |  |                                |  |  |                           |  |
|                                 |   | …                    | …                          |  |  |       |  |  |                                |  |  |                           |  |
|                                 |   | …                    | …                          |  |  |       |  |  |                                |  |  |                           |  |
|                                 |   | …                    | …                          |  |  |       |  |  |                                |  |  |                           |  |
| Giovanni II di Meclemburgo      |   | …                    |                            |  |  |       |  |  |                                |  |  |                           |  |
|                                 | … | …                    |                            |  |  |       |  |  |                                |  |  |                           |  |
|                                 | … | …                    |                            |  |  |       |  |  |                                |  |  |                           |  |
|                                 | … | …                    |                            |  |  |       |  |  |                                |  |  |                           |  |
| Poppo VII di Henneberg          | … |                      |                            |  |  |       |  |  |                                |  |  |                           |  |
|                                 |   | …                    | …                          |  |  |       |  |  |                                |  |  |                           |  |
|                                 |   | …                    | …                          |  |  |       |  |  |                                |  |  |                           |  |
|                                 |   | …                    | …                          |  |  |       |  |  |                                |  |  |                           |  |
| Liutgarda di Henneberg          |   | …                    |                            |  |  |       |  |  |                                |  |  |                           |  |
|                                 |   | …                    | …                          |  |  |       |  |  |                                |  |  |                           |  |
|                                 |   | …                    | …                          |  |  |       |  |  |                                |  |  |                           |  |
|                                 |   | …                    | …                          |  |  |       |  |  |                                |  |  |                           |  |
| …                               |   | …                    |                            |  |  |       |  |  |                                |  |  |                           |  |
|                                 |   | …                    | …                          |  |  |       |  |  |                                |  |  |                           |  |
|                                 |   | …                    | …                          |  |  |       |  |  |                                |  |  |                           |  |
|                                 |   | …                    | …                          |  |  |       |  |  |                                |  |  |                           |  |
|                                 |   | …                    |                            |  |  |       |  |  |                                |  |  |                           |  |